# Ateuchus latus
Ateuchus latus é uma espécie da ordem dos besouros, que foi descrita pela primeira vez por Antoine Boucomont, em 1928. Ateuchus latus pertence ao gênero Ateuchus e à família Escaravelho.
São encontrados na América do Sul, mais especificamente, no Brasil e na Argentina.